# Joseph Vilsmaier
Joseph Vilsmaier, född 24 januari 1939 i München, död 11 februari 2020 i München, var en tysk filmregissör, producent och filmfotograf. Han har blivit känd för sina filmer om andra världskriget. Hans produktion har ett tydligt antikrigsbudskap. Vilsmaier har tre döttrar, Janina, Theresa och Josefina, som alla är skådespelare.

## Filmografi i urval
- 1988 - Granne med ondskan
- 1993 - Stalingrad (film)
- 1994 - Charlie & Louise - Das doppelte Lottchen
- 1995 - Schlafes Bruder
- 1996 - Und keiner weint mir nach
- 1997 – Comedian Harmonists
- 2000 - Marlene
- 2002 - Leo und Claire
- 2006 - The Last Train
- 2008 - M/S Gustloff - Ship of no return